# Skuru IK
Skuru IK är en idrottsklubb i Skuru i Nacka kommun, bildad 22 oktober 1922. Klubben bedriver basket, handboll och simsport, tidigare även gymnastik, bowling och ishockey. Klubben började spela handboll 1950 och damlaget blev svenska inomhusmästarinnor 2001, 2004, 2005 och 2021.

## Ishockey
Skuru IK har ett A-lag i seriespel fr.o.m. säsongen 1937/38 då de första gången dyker i resultatlistorna med en femteplats i Stockholmsserien Klass 5. De följande två säsongerna vann man sin serie och 1941 vann man Klass 4. I samband med bildandet av Division II 1941 hamnade laget i Klass 2 som man också vann. Till säsongen 1943/44 kvalificerade man sig för spel i förbundsserierna genom att ta en plats i Division II.
| Säsong                                                            | Division                 | Placering | Playoff/Kval                  |
| ----------------------------------------------------------------- | ------------------------ | --------- | ----------------------------- |
| 1943/1944                                                         | Division II Södra        | 1         | 3:a i kvalserien, uppflyttade |
| 1944/1945                                                         | Division I Södra         | 5         | nerflyttade                   |
| 1945/1946                                                         | Division II Södermanland | 5         |                               |
| 1946–1959 spelade man i lägre divisioner.                         |                          |           |                               |
| 1959/1960                                                         | Division II Östra B      | 8         | nerflyttade                   |
| 1960-1963 spelade man i lägre divisioner                          |                          |           |                               |
| 1963/1964                                                         | Division II Östra B      | 5         |                               |
| 1964/1965                                                         | Division II Östra B      | 7         |                               |
| 1965/1966                                                         | Division II Östra B      | 9         |                               |
| 1966/1967                                                         | Division II Östra B      | 11        | nerflyttade                   |
| 1967–1976 spelade man i lägre divisioner. 1976 gick upp i NSA-76. |                          |           |                               |

| Säsong | Resultat                                        |
| ------ | ----------------------------------------------- |
| 1940   | Utslagna i kvalomgången av Lidingö              |
| 1941   | Utslagna i andra kvalomgången av Stockholms IF  |
| 1942   | Utslagna i första omgången av Karlberg          |
| 1943   | -                                               |
| 1944   | Utslagna i andra kvalomgången av Djurgårdens IF |
| 1945   | Utslagna i första kvalomgången av IFK Stockholm |
| 1946   | Utslagna i andra omgången av Västerås SK        |